# Microgale dryas
Il tenrec toporagno driade (Microgale dryas) è una specie di tenrec endemica del Madagascar, dove abita le foreste di pianura tropicali e subtropicali.